# Vladímir Iefimkin
Vladímir Serguéievitx Iefimkin (en rus Владимир Александрович Ефимкин, Kúibixev, 2 de desembre de 1981) és un ciclista rus, professional des del 2005 fins al 2011. El seu germà bessó Aleksandr també és ciclista professional.
En el seu palmarès destaquen les victòries d'etapa al Tour de França i a la Volta a Espanya, i la victòria a la Volta a Portugal de 2005.

## Palmarès
- 2004
  - 1r al Trofeu Rigoberto Lamonica
  - Vencedor d'una etapa al Giro de la Vall d'Aosta
- 2005
  - 1r a la Volta a Portugal i vencedor d'una etapa
  - Vencedor d'una etapa als Quatre dies de Dunkerque
  - Vencedor d'una etapa a la Volta a Aragó
- 2007
  - Vencedor d'una etapa a la Volta a Espanya
  - Vencedor d'una etapa a l'Euskal Bizikleta
- 2008
  - Vencedor d'una etapa al Tour de França

### Resultats al Tour de França
- 2008. 10è de la classificació general. Vencedor d'una etapa
- 2009. Abandona (15a etapa)

### Resultats al Giro d'Itàlia
- 2006. 39è de la classificació general

### Resultats a la Volta a Espanya
- 2007. 6è de la classificació general. Vencedor d'una etapa